# Celeborn
Celeborn (e.: keleborn) J. R. R. Tolkien történeteinek kitalált szereplője. Tünde; Galadriel férje, Lothlórien ura. A Gyűrűk Ura és A szilmarilok egyaránt Doriath hercegeként tartják számon, így Celeborn a sindák egyik előkelője, de ezen művek a származásáról nem mondanak többet. Peter Jackson filmadaptációjában Csókás Márton alakítja Celebornt, magyar hangja Haás Vander Péter.
Galadriel és Celeborn történetét Tolkien egészen haláláig alakította, még életének utolsó hónapjában is dolgozott rajta. E tárgyú írásainak nagy része befejezetlen, sőt ellentmond egymásnak és a már korábban kiadott műveknek.
|  | Alább a cselekmény részletei következnek! |

## Származása

### Doriathi Celeborn
A szilmarilok, valamint A Gyűrűk Ura egyaránt úgy írja, hogy Celeborn Beleriandban élt azokkal a teler tündékkel, akik nem keltek át a Tengeren Valinorba. Ezen tündék, a sindák legnagyobb csoportját Elwë Singollo, más néven Elu Thingol vezette és Doriathban telepedtek le. Celeborn Doriath hercege volt, Thingollal rokonságban.
Bár a kanonikus írások nem szólnak erről a rokonságról, logikailag  azonban beilleszthető a vázolt képbe Tolkien egy koncepciója, mely szerint Elwének (és így Olwének) volt egy fiatalabb fivére, akit Elmónak hívtak. Elmo fia volt Galadhon, akinek két fia volt: Celeborn és Galathil. Ezt az elképzelést alátámasztja a Szilmarilok is, melyben Galathil lányát, Nimlotht Celeborn rokonaként tüntetik fel.
Itt, Doriathban ismerkedett össze Galadriellel és itt házasodtak össze.

### Alqualondéi Celeborn
Igen késői jegyzeteiben Tolkien Celebornt teler hercegként ábrázolja. E szerint Celeborn Teleporno néven Alqalondëben élt. Olwë unokájaként igen közeli rokonságban állt Galadriellel (aki szintén Olwë unokája volt, Eärwen – Olwë lánya –  és Finarfin gyermekeként), mégis, egymást Alqualondëben megismerve, szerelemre lobbantak egymás iránt. A valáktól engedélyt nem kérve együtt hajóztak Beleriandba, majd együtt keltek át az Ered Luinon, a Kékhegységen, hogy Középföldén telepedjenek le még az Első Korban. E verzió szerint egyikük se vett részt a Morgoth elleni háborúban, mert a valák segítsége nélkül azt reménytelennek tartották. A „Noldák futásában” ugyan nem vettek részt, de mivel a valák engedélye nélkül távoztak Valinorból, a visszatérés megtiltása rájuk is vonatkozhatott. Azonban az Első Kor végén, amikor a valák feloldották a tiltást, közösen megtagadták a visszatérést – egy időre.

## Nevei
Celebornnak lényegében csak ez az egy neve ismert. Nem említik a történetek egyéb neveit.
A Celeborn névnek Tolkien kétféle etimológiát is alkotott. Először is nem elhanyagolható, hogy Celebornnak nevezik Tol Eressëa fáját. Ezen a vonalon haladva Celeborn neve a celeb, „ezüst” és orn, „fa” sindarin szavakból származik. Így tehát Ezüstfa Doriath hercegének neve lefordítva. Megjegyzendő, hogy Celeborn közeli rokonainak, Galadhonnak, Galathilnak, Nimlothnak a neve is valamiféle „fa-név”.
Későbbi filológiai írásaiban azonban Tolkien elvetette az orne (=fa) gyökből képzett nevet és inkább az orna, vagyis „magas” gyököt helyezte előtérbe. Ez az etimológia is érthető, hiszen Celebornról ismert, hogy magas volt.
A quenya Teleporno név tükörfordítása a Celebornnak.

## A Másodkor
Celebornról az Első Korból kevés adat, tény ismert. Ezeket összefoglaltuk a „Származása” fejezetben, valamivel feljebb. Azt tudni, hogy Galadriellel együtt átkeltek az Ered Luinon, Középfölde Keleti részébe. Arról azonban, hogy a Másodkorban mi történt velük sem a Szilmarilok, sem a Gyűrűk Ura nem ad teljeskörű információt.A később kiadott kéziratokból ellenben megfigyelhető, hogy a megalkotott középföldei eseményekhez mintegy „hozzárendelte” Tolkien Galadrielt és Celebornt, fontossá téve, előtérbe helyezve őket a Másodkorban.

### A Gyűrűk Ura szerint
A Gyűrűk Ura szerint Celeborn egy ideig a Lúntól délre, Harlindonban uralkodott Galadriellel együtt. Azonban itt történetük megszakad, legközelebb csak Lórienben találkozunk velük, a Gyűrűháború alatt, ill a Harmadkorban.

### A többi változat
Létezik egy esszé – talán a leghosszabb ebben a témában -, mely szerint az Ered Luinon átkelve az Esthajnal tónál telepedtek le egy időre. A Másodkor 350. és 400. esztendeje között születhetett e szerint a történet szerint kettejük fia, Amroth. A Másodkor 500-as éveire Szauron, Morgoth tanítványa mozgásba hozta a Gonoszt Középföldén. Ugyan ténykedése alig volt még ekkor érzékelhető, a bölcsebbek – Galadriellel az élükön – érzékelték, hogy valami gonosz munkálkodik Ardán, és ez a gonosz Középfölde Keleti feléről terjed. Ezt látva, valamint a törpök útján Khazad-dûmról, Móriáról is értesülve Galadriel ösztönözte férjét, hogy költözzenek Keletre, alapítsanak ott lakhelyet a tündéknek. Celeborn ezt ellenezte, mert sosem kedvelte a törpöket és sosem bocsátott meg nekik Doriath lerombolásáért. Galadriel mégis meggyőzte Celebornt. Így alapították meg e történet szerint a Másodkor 700. esztendejében Eregiont, melynek ura és úrnője lettek. Mk. 750-ben alapították meg és kezdték el építeni Eregion fővárosát, Ost-in-Edhil-t. Eregion virágzott, mind Mória, mind Ost-in-Edhil gazdagodott a két város kapcsolata által. Celebrimbor, Fëanor leszármazottja, a nagyszerű fémmíves szintén elkísérte Celebornt és Galdrielt Eregionba, így még jobban tökéletesíthette tudását, hiszen sokat tanulhatott Mória törpjeitől is. Ezekben az időkben kerültek kapcsolatba a lothlórieni tündék a sindákkal, noldákkal. Ennek hatására kezdett el a lórieni nanda kultúra „sindarizálódni”. Szauron ekkoriban úgy gondolta, legjobban a „barlangjában” tud harcolni az „oroszlán” ellen, így pompás alakot magára öltve Eregionba ment, hogy ott magát mint a valák küldöttét, a tündék segítőjét tüntesse fel. Rájött, hogy legnagyobb ellensége Celeborn és Galadriel, ezért hozzáfogott, hogy a náluk fogékonyabb lélekben, Celebrimboréban ébressze fel az öntudatot és a hiúságot. Társaival együtt Celebrimbor megalakította az Ékkőfaragók Népe (Gwaith-i-Mírdain) titkos társaságot, mely mk. 1350 és 1400 között átvette a hatalmat Celeborntól és Galadrieltől. Ennek hatására Galadriel átkelt Mórián, ám Celeborn nem szeretett volna átkelni a törpök lakhelyén, így ő ezen történet szerint Eregionban maradt. Szauron – miután az Egy Gyűrű titka lelepleződött – megmutatta magát teljes valójában, serget gyűjtött és Eriador meghódítására indult.  Elsőként Eregion szenvedte el a Gonosz csapását. Celebornnak sikerült egy ideig feltartani Szauron seregét – addig, amíg Elrond, Gil-galad tündekirály kapitánya egyesülni nem tudott velük. Ám Szauron mind számban, mint erőben felülmúlta az egyesített sereget is, így kénytelenek voltak visszavonulni. Az Ellenség karmai közül csak Mória törpjei és Lórien tündéi (akiket Amroth vezetett) mentették meg őket, de Elrondnak és Celebornnak sikerült annyi emberrel, amennyivel tudtak Észak felé menekülni. Mória bezárult, Elrond pedig létrehozta Imladrist, ahová bárki betérhetett, aki a Gonosz elől menekült.
Szauront hosszú harcok árán legyőzték, egy ideig béke honolt Eriadorban. Békében azonban egyre nőtt Galadriel vágyódása a Tenger iránt, így Lórient Amrothra bízva Celbríannal együtt Imladrisba ment Celebornhoz. Elrond ekkor szeretett bele Celeborn lányába, Celebríanba. Innen Celeborn és Galadriel elköltöztek a Tengerhez, Délre, Belfalas öblébe. A helyet, ahol éltek később Dol Amrothnak nevezték.
Egy másik változat, mely az Amroth és Nimrodel címet viseli és 1969-ben (tehát igen későn) keletkezett, azonban másképp kanyarítja Celeborn és Galadriel történetét a Másodkorban. E történet szerint Eregion bukása után sok nolda menekült át a Ködhegység keleti oldalára, Lórienbe. Részben őket vezetve, részben azért, hogy Lórient keleti előretolt őrségként fenn tudják tartani, Celeborn Lórienbe utazott és megerősítette a területet. Galadriel mindeközben Lindonban tartózkodott, nem kelt át Celebrimbor puccsa után Mórián. Mikor a jelentések szerint Szauron visszavonult mordorba és figyelme Kelet felé fordult, Celeborn csatlakozott Galadrielhez Lindonban.

## A Harmadkor

### A Gyűrűháború előtt
Erről a korszakról egyedül az Amroth és Nimrodel tartalmaz információt, így a történetet ezen esszé alapján folytatjuk.
A Bakacsinerdőben egyre sűrűsödő homály miatt Celeborn Galadriellel karöltve Lórienbe utazott, és hosszú ideig Amroth király népével éltek. Sokat utaztak Rhovanionban, sokfelé kérdezősködtek, majd elhagyták Lórient és Imladrisban telepedtek le. Elrond ekkor szeretett bele Celeborn lányába, Celbríanba, és a Harmadkor. 100. esztendejében egybe is keltek.
Mória pusztulása miatt, és amiatt, hogy Amroth – szerelmi okokból kifolyólag – örökre elhagyta népét, majd lelke távozott középföldéről, Celeborn és Galadriel úgy döntött, hogy visszatérnek Lórienbe, és Lórien népének vezetői lettek. Nem vettek föl a Király ill. Királynő címét, hiszen ők magukat csak a kicsiny, ám annál szebb királyság őreinek tartották. Lórien lett a tündék legkeletibb őrhelye.

### A Gyűrűháború alatt
A Gyűrűháború históriáját a Gyűrűk Ura mondja el, annak minden részletességével, így Celeborn történetének folytatása is ezen a forráson alapul.
A Gyűrű Szövetsége című kötetben kalandjaik során a Gyűrű Szövetségének tagjai (Frodó, Samu, Pippin, Trufa, Aragorn, Boromir, Gimli, Legolas – ekkor már Gandalf nélkül) keresztülutaztak Lothlórienen, megpihentek ott egy időre. Celeborn ünnepélyesen fogadta őket tróntermében, név szerint köszöntve mindegyiküket, majd megvitatták az útközben történteket. Később, miután a Szövetség tagjai kipihenték magukat Caras Galadhonban, Celeborn több csónakot bocsátott a rendelkezésükre azzal a tanáccsal együtt, hogy útjukat – amíg ez lehetséges – az Anduinon folytassák. Ezt a nyolc utazó meg is fogadta, ám mielőtt elindultak volna még elköltöttek egy búcsúebédet is Celeborn és Galadriel társaságában, akik a küldetésüket segítő tárgyakkal, és jótanácsokkal ajándékozzák meg őket. Celeborn a gyűrűháború alatt visszaveri az orkok Lórien elleni támadásait. Később seregével átkel a Nagy Folyón és Galadriel segítségével lerombolják Dol Goldurt. Ezzel megtisztítják a Bakacsinerdőt.

### A Gyűrűháború után
Celeborn és Thranduil találkozik az erdőben, és átkeresztelik Bakacsinerdőről Eryn Lasgalen-nek, Zöld lombok erdejének. Thranduil megtartotta országául az erdő északi részét, Celeborn pedig a déli részét és elnevezi Kelet-Lóriennek. Kelet-Lórienben uralkodik, de néhány esztendővel azután, hogy Galadriel Szürkerévbe távozott, Celeborn belefáradt az országlásba, és elment Imladrisba Elrond fiaihoz. A Zölderdőben háborítatlanul megmaradtak az erdőtündék, de Lórienben a régi népnek csak a maradéka tengődött szomorúan, és Caras Galadhonban megszűnt a fényesség és az énekszó